# السلام الجمهوري (موطني)
السلام الجمهوري (موطني)، هو السلام الجمهوري الذي استعمل في العراق من سنة 1958 إلى سنة 1965.

## تاريخ
بعد سقوط النظام الملكي في ثورة 14 تموز 1958 كان لابد من تغيير السلام الملكي إلى السلام الجمهوري، فبادر الملحن لويس زنبقة بتلحين السلام وقدمهُ لأول مرة في يوم 20 تشرين الثاني 1958.[بحاجة لمصدر]